# Trasta
Trasta è una frazione del Comune di Genova.
Un tempo frazione del comune di Borzoli, entrò a far parte del comune di Genova nel 1926 quando questo comune, insieme ad altri diciannove, fu accorpato al capoluogo ligure per costituire la cosiddetta Grande Genova. Nel 1927, subito dopo l'unificazione, nell'ambito della suddivisione amministrativa del comune di Genova fu accorpata alla circoscrizione (o "delegazione", come veniva chiamata fino al 1969) di Rivarolo.
Nella ripartizione amministrativa del comune di Genova in vigore dal 2005 è compresa nell'"unità urbanistica" di Teglia del Municipio V - Valpolcevera, che contava complessivamente 4.732 abitanti al 31 dicembre 2016, per la maggior parte residenti nella zona di Teglia, ma non sono disponibili dati ufficiali disaggregati riguardanti la zona di Trasta.

## Geografia

### Territorio

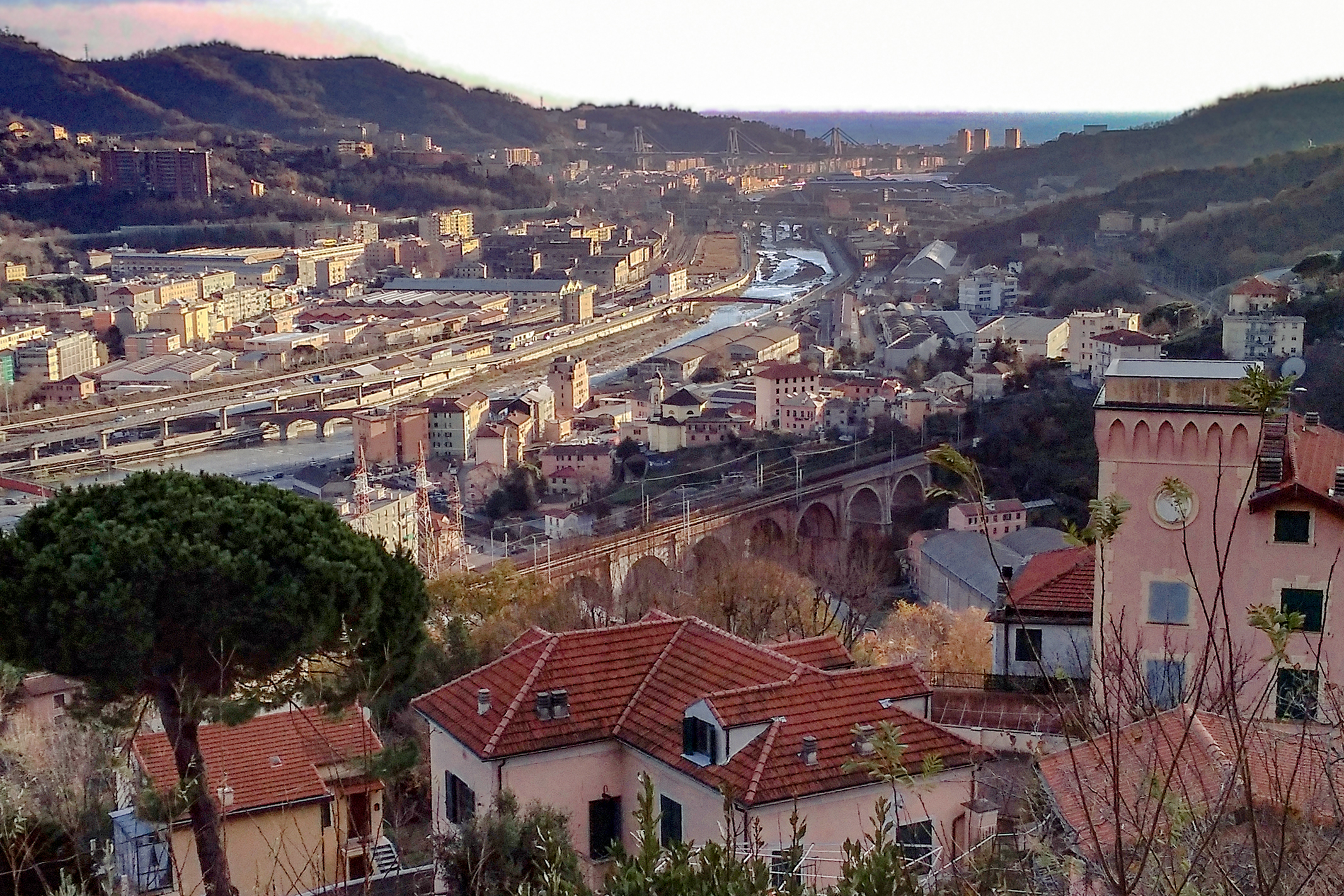
Il quartiere di Trasta visto dalla collina di Murta

Il territorio di Trasta occupa la parte più a valle del versante destro della valle dell'omonimo torrente, affluente di destra del Polcevera. Il nucleo principale del borgo sorge alla confluenza del torrente Trasta nel Polcevera ed è attraversato dalla strada in sponda destra della val Polcevera e collegato da un ponte stradale e da una passerella pedonale con il centro di Teglia, situato sulla sponda opposta del Polcevera. Il borgo è costituito da un nucleo di case attorno alla chiesa di Nostra Signora dell'Aiuto e da case sparse sulla collina retrostante e sul fondovalle del torrente Trasta.
Il torrente Trasta, formato dalla confluenza dei rivi Vaccarivà e Fontanelle che nascono dal retrostante monte Teiolo, confluisce nel Polcevera dopo un percorso di circa un chilometro, dopo aver ricevuto alla sinistra le acque del rio Ciliegio. Il fossato di Vaccarivà e il torrente Trasta dividono la zona di Trasta da quella di Murta, che comprende invece il versante sinistro della valle.
Trasta è a sua volta suddivisa in sottozone, i cui nomi, patronimici di famiglie che un tempo avevano possedimenti nella zona, non vengono più menzionati nelle mappe ufficiali, ma sopravvivono nel comune parlare della popolazione locale e nei nomi di alcune strade della zona (come Passo dei Barabini, un tempo chiamata via dei Rivari di Serra, carrettiera ottocentesca parallela al Polcevera che portava a Bolzaneto, lungo la quale sorgevano numerose residenze signorili, ridotta in epoca moderna a una strada secondaria che costeggia i capannoni dismessi della "Squadra Rialzo", ma che prima della costruzione della moderna viabilità, era una delle principali vie di accesso al borgo; o via Barabini di Teglia, sulla sponda opposta del Polcevera, nel centro di Teglia, che collega la passerella pedonale sul torrente con la chiesa di Sant'Anna di Teglia). Così al centro del borgo si ha la zona detta "dei Barabini" (in lingua ligure Barabin) che comprende la piazza della chiesa e le case ai suoi piedi; la zona di Monticelli (in genovese Muntexellu) che comprende salita Ca' dei Trenta e salita della Cittadina; più distaccate sono le zone del Pavian, della Noce (Nôxe in genovese, che deve il suo nome all'antica presenza di un albero di noci in corrispondenza dell'intersezione tra via Trasta e via Adda) e di Villa Rosa.

## Origine del nome
La zona, come scrive lo storico Persoglio nelle Memorie della parrocchia di Murta, prende il nome dal torrente Trasta che dal monte Teiolo scende a sfociare nel Polcevera e nel suo tratto finale divide il territorio di Trasta da quello di Murta.
Il toponimo Trasta, di origine latina, indicherebbe l'esistenza di un guado sul torrente in direzione di Teglia e sarebbe una corruzione del sostantivo Tulelasca, o Trasca. La desinenza asca, di derivazione celtica o iberica, avrebbe il significato di luogo posto tra due correnti d'acqua, appunto il torrente Trasta e il Polcevera.

## Storia
La località è citata per la prima volta in due documenti del 1143 e del 1186, dove è chiamata con il nome di Trasto e Tresto. Il borgo sorgeva all'intersezione di alcune frequentate vie, come quella che correva sulle colline della destra del Polcevera e da Murta scendeva per attraversare il torrente Trasta e risalire poi verso Fegino e Sestri Ponente oppure guadando il Polcevera portava a Teglia e risaliva il versante opposto della valle, collegandosi attraverso la Costa di Teglia con le vie dirette a Genova
Nel XVII secolo il sestiere di Trasta era proprietà di alcune famiglie genovesi; tra queste si ricordano le famiglie dei Serra, dei Barabini e dei Monticelli alle quali, erano state dedicate ai primi una piazza e agli altri una via. Queste facoltose famiglie avevano installato nella borgata filatoi e molini azionati dalle le acque del torrente Trasta; ancora oggi esiste una chiusa che dava acqua ai molini ed agli appezzamenti agricoli della zona. In particolare, scrive sempre il Persoglio i Barabino nel 1640 possedevano quattro mulini e ben 47 appezzamenti di terreno.
Ai tempi dell'assedio di Genova, tra il 1746 e 1747, gli assedianti austriaci avevano occupato la val Polcevera e posto il loro quartier generale nella sovrastante villa Bonarota (oggi conosciuta come villa Clorinda) sulla collina di Murta mentre le loro truppe si erano accampate nel letto del torrente Trasta, occupando il borgo che adibirono a deposito di cavalli e munizioni e in quella circostanza bruciarono alcune case.

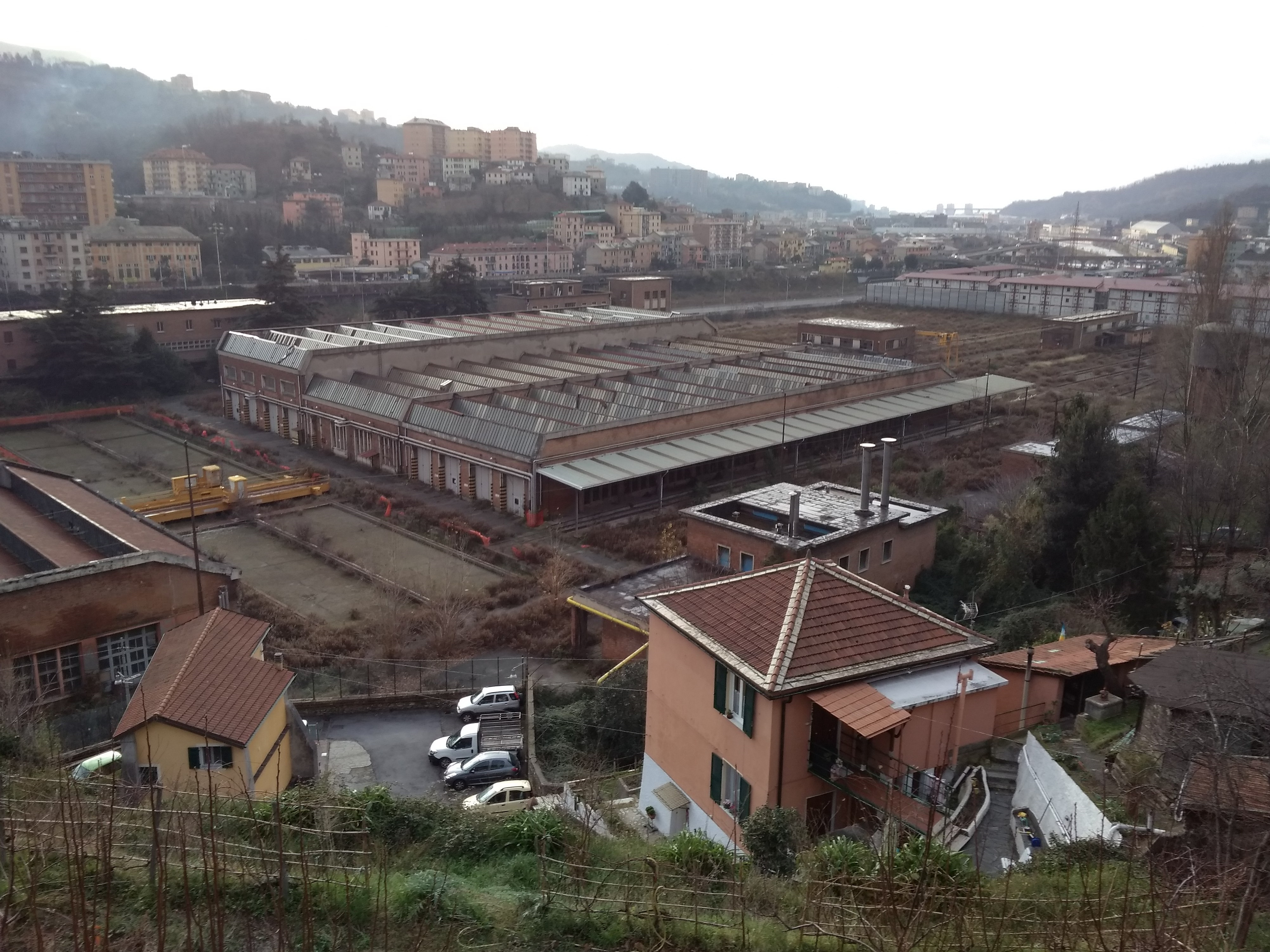
I capannoni delle ex officine di riparazione delle Ferrovie dello Stato prima della loro demolizione nel 2021 ("Squadra Rialzo")

Nelle alluvioni del 1883 molte antiche e nobili case rimasero gravemente danneggiate a causa del forte aumento di flusso d'acqua del torrente Trasta, giunto pressoché allo stesso livello del Polcevera.
Nel 1914 fu costruita una linea ferroviaria, a servizio dei grandi complessi industriali della val Polcevera e destinata al solo traffico merci, che collegava Sampierdarena e Bolzaneto percorrendo la sponda destra del Polcevera. Questa linea nel 1927 venne limitata a Campi di Cornigliano. All'altezza di Trasta un ponte collegava questa linea con la linea ferroviaria Genova-Torino, che percorre la sponda opposta del torrente. Proprio nel centro di Trasta si trovava una stazione ferroviaria, il cui edificio è sottoposto a vincolo architettonico, utilizzata esclusivamente per il traffico merci. Nel 2006 la linea ferroviaria e le annesse infrastrutture sono state dismesse, l'area  è stata poi occupata da uno dei campi base del cantiere di costruzione del terzo valico.
Nelle vicinanze di Trasta, ma amministrativamente già in territorio di Bolzaneto, in un'ampia zona pianeggiante ai piedi della collina di Murta, si trovava la "Squadra Rialzo di Trasta", dove erano svolte operazioni di manutenzione e riparazione di carri ferroviari e vetture passeggeri, e i cui edifici sono sottoposti a vincolo architettonico. Durante la prima guerra mondiale questo spazio era stato utilizzato come pista d'atterraggio per il collaudo degli aerei S.V.A., costruiti dall'Ansaldo. L'area, già di proprietà della stessa Ansaldo, venne espropriata per ragioni di pubblica utilità nel 1929 e tra il 1940 e il 1942 venne realizzato il grande centro di manutenzione delle ferrovie, dismesso nel 2006. Nell'autunno del 2021 sono iniziati i lavori di demolizione degli edifici esistenti per realizzare nell'area una piattaforma logistica della società della GDO Sogegross.

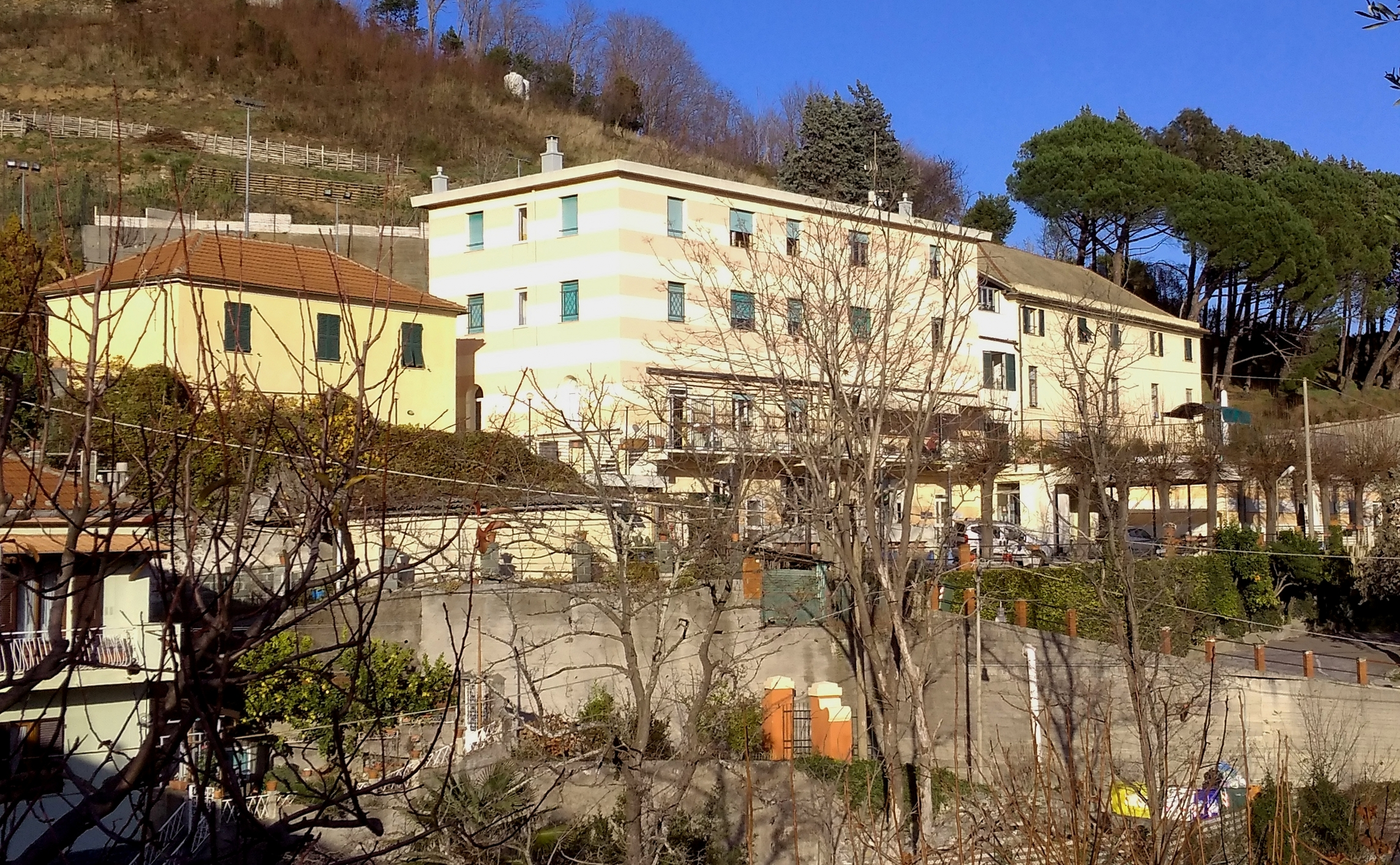
Il Centro di solidarietà di Trasta

Per lo sviluppo industriale della val Polcevera e per l'aumento demografico la zona di Trasta da borgata a carattere prevalentemente residenziale nel secondo dopoguerra ha visto l'insediamento di attività di tipo commerciale e industriale.

### Il Centro di solidarietà di Trasta
A Trasta esisteva da tempo una sede della "Casa del giovane lavoratore", pensionato per studenti e lavoratori dell'Opera Don Orione, ceduta nel 1973 al "Centro di solidarietà di Genova", fondato da Bianca Bozzo Costa (1928-2006) e legato al CEIS di don Mario Picchi, e trasformata in un centro di recupero per tossicodipendenti, in quegli anni settanta del Novecento in cui la dipendenza dall'eroina era divenuta una delle emergenze più gravi. Dal 1998 il centro ospita anche malati di AIDS e più recentemente minori stranieri non accompagnati.

## Monumenti e luoghi d'interesse

### Architetture religiose

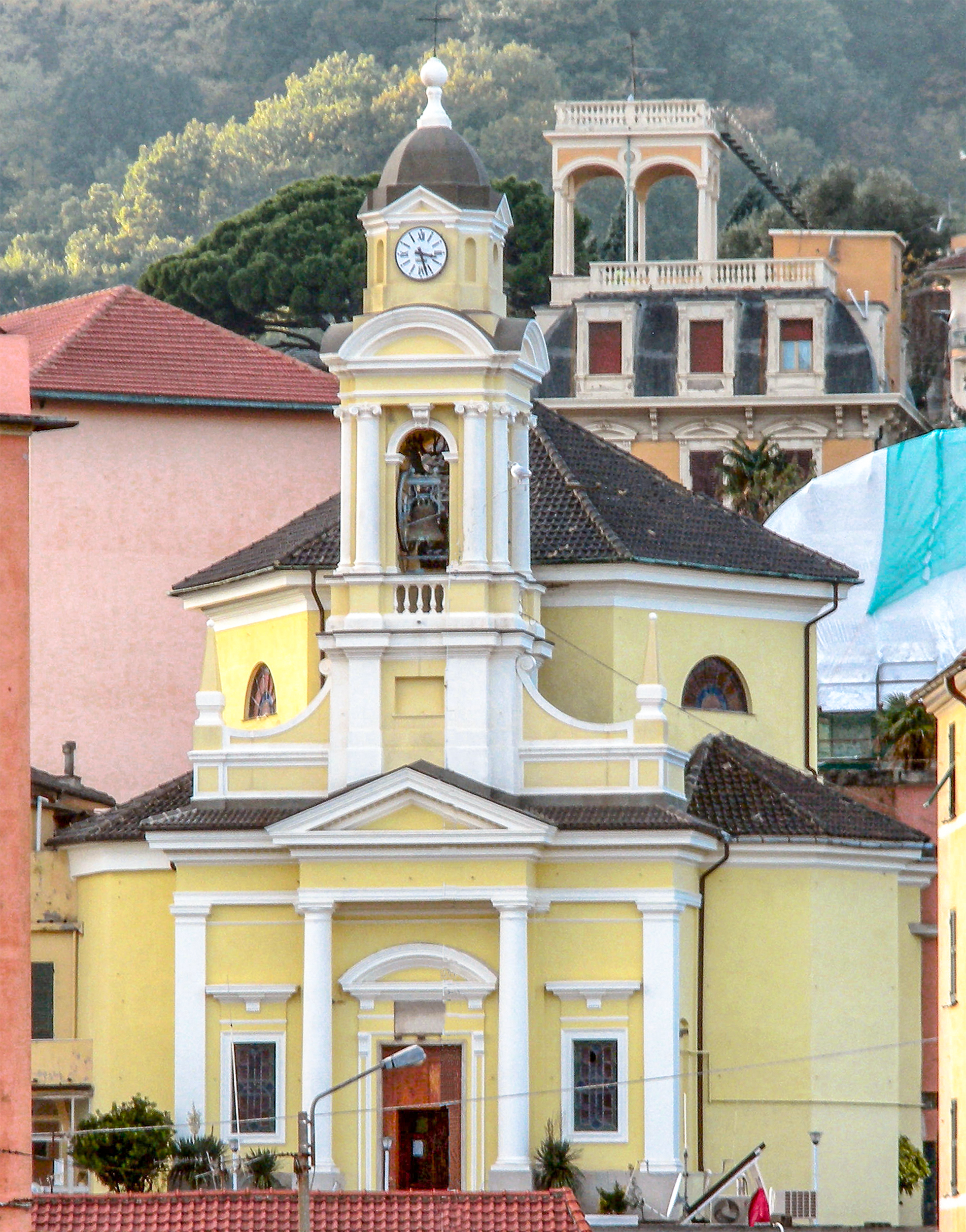
La chiesa di Nostra Signora dell'Aiuto di Trasta

- Chiesa di Nostra Signora dell'Aiuto di Trasta. La chiesa parrocchiale di Trasta fu costruita tra il 1915 e il 1919 su progetto dell'ing. Gerolamo Torre. Tra i contributi per la sua costruzione ci fu anche un'offerta di 10.000 lire del papa genovese Benedetto XV. Aperta al culto il 19 ottobre 1919 fu eretta in parrocchia il 24 febbraio 1927 con decreto del cardinale Carlo Dalmazio Minoretti. Alla base della devozione alla Nostra Sinora dell'Aiuto vi fu la narrazione del rinvenimento fatto da Maria Monticelli il 9 agosto 1708 di un bassorilievo marmoreo raffigurante la Madonna. Il bassorilievo, scomparso misteriosamente e ritrovato due anni dopo, fu collocato in una piccola cappella: da allora quell'immagine venne venerata dai fedeli con il nome di Nostra Signora dell'Aiuto. Quando, per l'incremento di popolazione nella zona, fu deciso di costruire una nuova chiesa, autonoma dalla parrocchiale di Sant'Ambrogio di Fegino, dalla quale fino ad allora dipendeva Trasta, fu naturale l'intitolazione alla Nostra Signora dell'Aiuto. Nella chiesa è conservata una statua lignea della Madonna dell'Aiuto, opera di Antonio Canepa.[2]

## Infrastrutture e trasporti

### Strade urbane
Il quartiere è raggiungibile attraverso le due strade a scorrimento veloce in sponda del torrente Polcevera, realizzate negli anni novanta del Novecento, per chi proviene da Sampierdarena quella in sponda sinistra, con senso di marcia da mare a monte termina con un ponte in corrispondenza di Trasta, proseguendo poi verso nord sulla sponda destra. In direzione Genova si può percorrere la strada in sponda destra, con senso di marcia da monte a mare, che attraversa il quartiere, assumendo in questo tratto la denominazione di via S. Donà di Piave.

### Ferrovie
Il quartiere è attraversato dalla ferrovia Genova-Torino (linea cosiddetta "Succursale", oggi percorsa dai treni a lunga percorrenza), che corre a mezza costa sulla retrostante collina e scavalca il torrente Trasta con un alto viadotto in mattoni.
La zona è interessata dai lavori per la costruzione della linea ferroviaria Tortona/Novi Ligure-Genova, conosciuta come terzo valico, che proprio in corrispondenza di Trasta si distacca dalla "Succursale" e dopo una breve galleria denominata "Campasso" ed un brevissimo tratto scoperto che supera il rio Vaccarivà, imbocca la lunga galleria di valico (circa 27 km) che terminerà nella zona di Libarna (provincia di Alessandria). I lavori di costruzione dell'infrastruttura ferroviaria hanno comportato alcuni espropri nella zona.
La stazione ferroviaria della rete nazionale più vicina a Trasta è quella di Genova Bolzaneto, a circa 1  km di distanza.